# (7640) Marzari
(7640) Marzari est un astéroïde de la ceinture principale.

## Description
(7640) Marzari est un astéroïde de la ceinture principale. Il fut découvert le 14 août 1985 à la station Anderson Mesa par Edward L. G. Bowell. Il présente une orbite caractérisée par un demi-grand axe de 2,19 UA, une excentricité de 0,18 et une inclinaison de 5,2° par rapport à l'écliptique.

## Compléments